# Huaca Cao Viejo
La Huaca Cao Viejo est l'un des trois sites principaux du complexe archéologique El Brujo, dans la province d'Ascope, région de La Libertad, au Pérou. Il s'agit d'une pyramide tronquée relevant de la culture moche (entre les Ier siècle et VIIe siècle après Jésus-Christ), qui se caractérise notamment par ses peintures murales très colorées. C'est par ailleurs dans cette huaca qu'a été découverte la tombe de la Dame de Cao en 2006.

## Études
Le site est étudié depuis les années 1990 par le Projet archéologique Complejo El Brujo (PACEB) sous la direction de l'archéologue Régulo Franco, avec le parrainage de la Fondation Augusto N. Wiese, de l'Instituto de Cultura La Libertad et de l'Université nationale de Trujillo.

## Histoire
L'édification de la huaca date environ de l'an 200 de notre ère. Le complexe était un centre administratif et cérémonial qui contrôlait la vallée de la rivière Chicama. Il a été abandonné vers 650, peu de temps avant un fort phénomène El Niño. Les pluies torrentielles ont fini par dévaster le monument. Postérieurement, la place des cérémonies a été utilisée comme cimetière à l'époque de la culture lambayeque (VIIIe  au  XIVe siècle).

## Description
La huaca Cao Viejo est une pyramide tronquée construite en briques d'adobe. Elle est composée de sept bâtiments superposés, bâtis successivement tout au long de ses cinq siècles d'activité, en suivant le cérémonial caractéristique des cultures de la côte péruvienne : le comblement de l'édification ancienne pour en élever une nouvelle par-dessus. Dans sa dernière configuration, la huaca atteint une hauteur de 30 mètres sur une base carrée d'environ 120 mètres de côté. Elle portait une longue rampe placée sur un côté du bâtiment pour accéder au sommet. 
Conformément au style des constructions Moche, la pyramide fait partie d'un tout : devant elle se trouve une place d'apparat, dite place des cérémonies, entourée de murs sur un côté de laquelle se trouve une annexe ou une longue plate-forme. Dans l'un des coins de la place, adjacent à l'une des extrémités de la pyramide, se trouve une petite enceinte, appelée l'enceinte des cérémonies, décorée de reliefs. Au sommet de la pyramide se trouvent également une cour des cérémonies, une enceinte de cérémonie, une plate-forme principale et un autel.

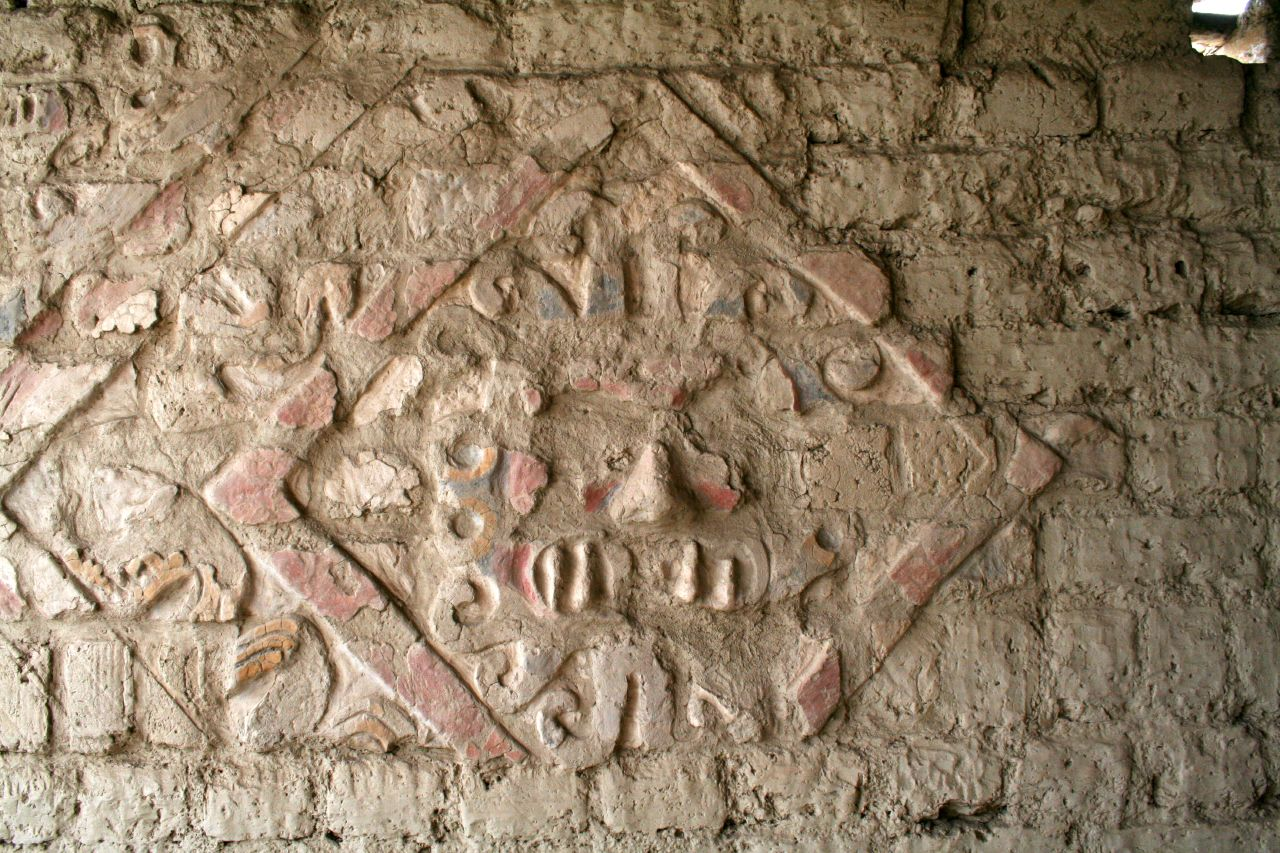
Peinture murale en bas relief qui représente la déité moche Ai apaec.

Les murs de la huaca sont décorées de reliefs polychromes qui impressionnent tant par leur caractère monumental que par leur intensité dramatique ; les chercheurs les ont répartis en huit ensembles thématiques :
- Thème A : Motifs fantastiques.
- Thème B : Sacrifices humains.
- Thème C : Ai apaec sous la forme d'un crabe.
- Thème D : Personnages se tenant par la main.
- Thème E : Groupe de figures I et groupe de figures II.
- Thème F : Combattants.
- Thèmes G et H: Guerriers et défilé de prisonniers.
- Thème I : Masques d'Ai apaec.

## La Dame de Cao

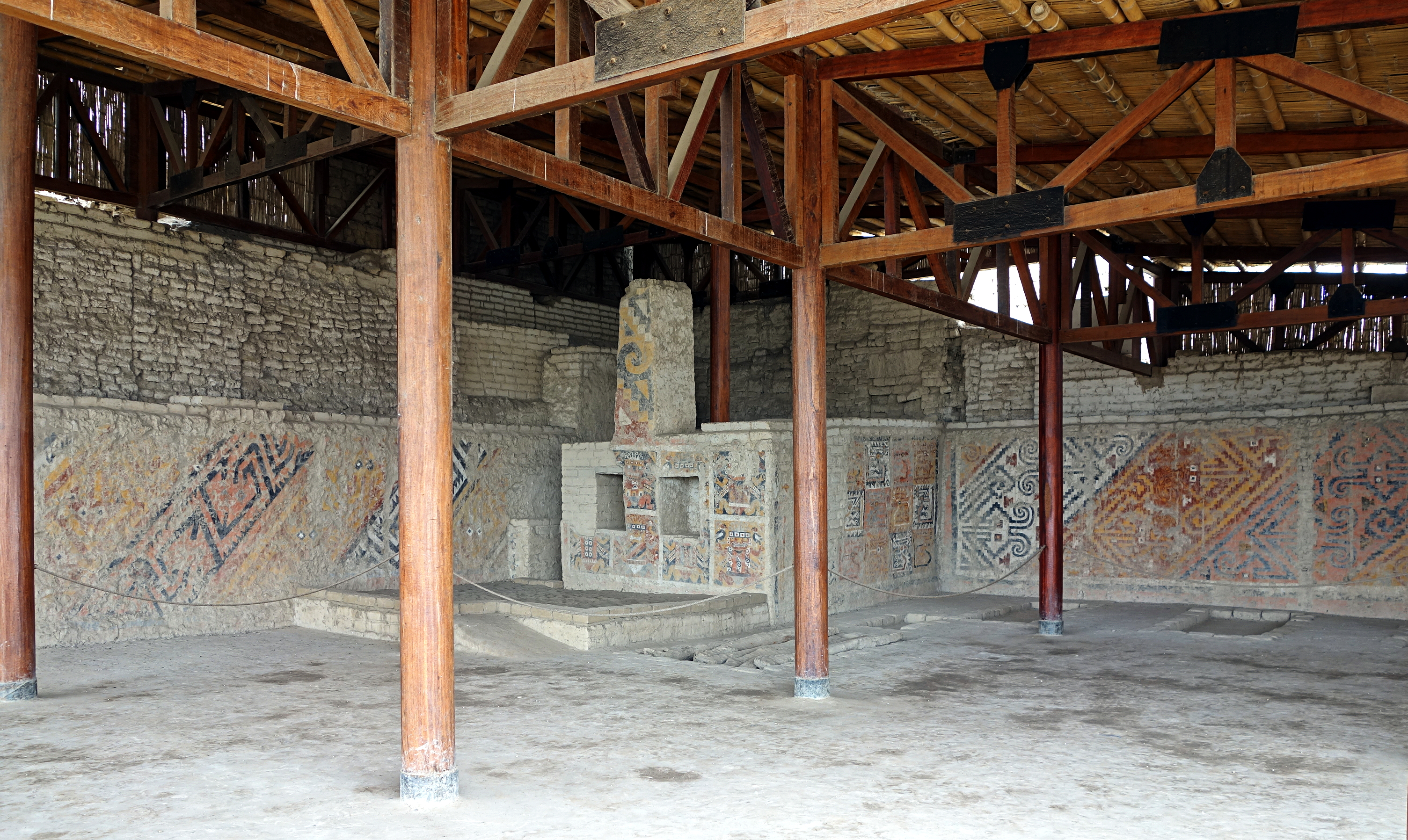
Peintures murales polychromes dans la salle où se trouve la tombe de la Dame de Cao.

La découverte de la tombe de la Dame de Cao a été annoncée en 2006. Elle était située sur une plate-forme intermédiaire de la pyramide et date d'environ 400 apr. J.-C., environ 150 ans après l'apogée du Seigneur de Sipán, un autre personnage moche dont la tombe a été découverte en 1987, à la Huaca Rajada.
La tombe abritait les restes momifiés d'une femme de 1,45 mètre de haut et âgée de 20 à 25 ans, couverte de 18 colliers en or, argent, lapis-lazuli, quartz et turquoise, trente ornements de nez en or et argent, des bandeaux de tête et des couronnes de cuivre doré. Dans la tombe se trouvaient aussi des sceptres de bois doublés de cuivre, utilisés dans les cérémonies comme symboles du pouvoir, et plusieurs plaques de métal recouvrant le linceul de coton naturel. Le corps porte des tatouages représentant des serpents et des araignées, encore visibles, qui peuvent symboliser la fertilité de la terre mais pourraient aussi indiquer ses dons de devineresse.
Il s'agit sans aucun doute des restes d'un souverain Moche qui a régné sur la vallée du Chicama. Un musée a été aménagé dans le pavillon d'entrée du site, qui présente la momie et le trésor qui l'entourait.